# Прапор Греції
Державний прапор Греції має вигляд 9 біло-блакитних смуг із хрестом, що відповідають 9 складам у національному гаслі: «Ελευθερία ή θάνατος» (Е-лєф-те-рі-я і Та-на-тос — «воля або смерть»).
Перший національний прапор був започаткований у 1821 р. генералом Олександром Костянтиновичем Іпсіланті — червоний з білим хрестом. З 1833 р. червоний колір був замінений блакитним.
Хрест символізує домінуючу у державі греків православну християнську релігію. Однак символізм синіх та білих кольорів прапора ніколи не був встановлений яким-небудь урядовим рішенням. Відомо лише, що революціонери початку 19 століття, обираючи кольори для грецького прапора 1822 року, виступили проти червоного та зеленого кольорів, як пов'язаних з ісламською символікою Османської імперії.
Все ж вважається, що смуги символізують блакитне небо чи море (5 синіх смуг за числом океанів), поєднані з білими хмаринками або хвилями. Відповідно до ще одного трактування смуги символізують 9 муз, богинь мистецтва та наук.

## Історична еволюція

Військово-морський прапор (1858- 1862)

Після заснування Грецького королівства в 1832 році новий король Отто додав королівський герб (щит у баварському зразку його предків, увінчаний короною) у центрі хреста для військових прапорів (і в сухопутній, і в морській версії).  Указ від 4 (16) квітня 1833 року передбачав різні морські прапори, такі як військовий прапор або військово-морський прапор і цивільний прапор (тобто військово-морський прапор без герба). Королівський указ від 28 серпня 1858 року передбачав деталі конструкції та розмірів прапорів, описаних в указі 1833 року та інших прапорах. Після зречення Отто в 1862 році королівський герб було знято.

Державний прапор Греції (1863-1924 та 1935-1973)

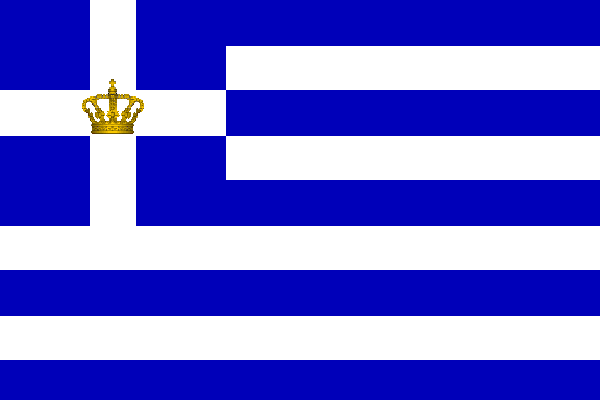
Державний прапор Греції (1863-1924 та 1935-70)

Державний прапор Греції (1970-1975)

У 1863 році 17-річний данський принц Вільям був обраний новим королем Греції під іменем Георг I. Королівським указом від 28 грудня 1863 року на різних прапорах замість герба були введені корони.  Подібні домовленості були зроблені для королівських прапорів, які містили герб дому Шлезвіг-Гольштейн-Зондербург-Глюксбург на квадратній версії національного прапора. Квадратний варіант сухопутного прапора зі святим Георгієм у центрі був прийнятий 9 квітня 1864 року як кольори армії. Точна форма та використання прапорів були визначені Королівським указом від 26 вересня 1867 року Новим Королівським указом від 31 травня 1914 року різні прапори Греції та її армія були додатково врегульовані. Цим указом прапор із короною було прийнято для використання як державний міністерствами, посольствами та державними службами, тоді як морський прапор (без корони) дозволено використовувати приватним особам. 

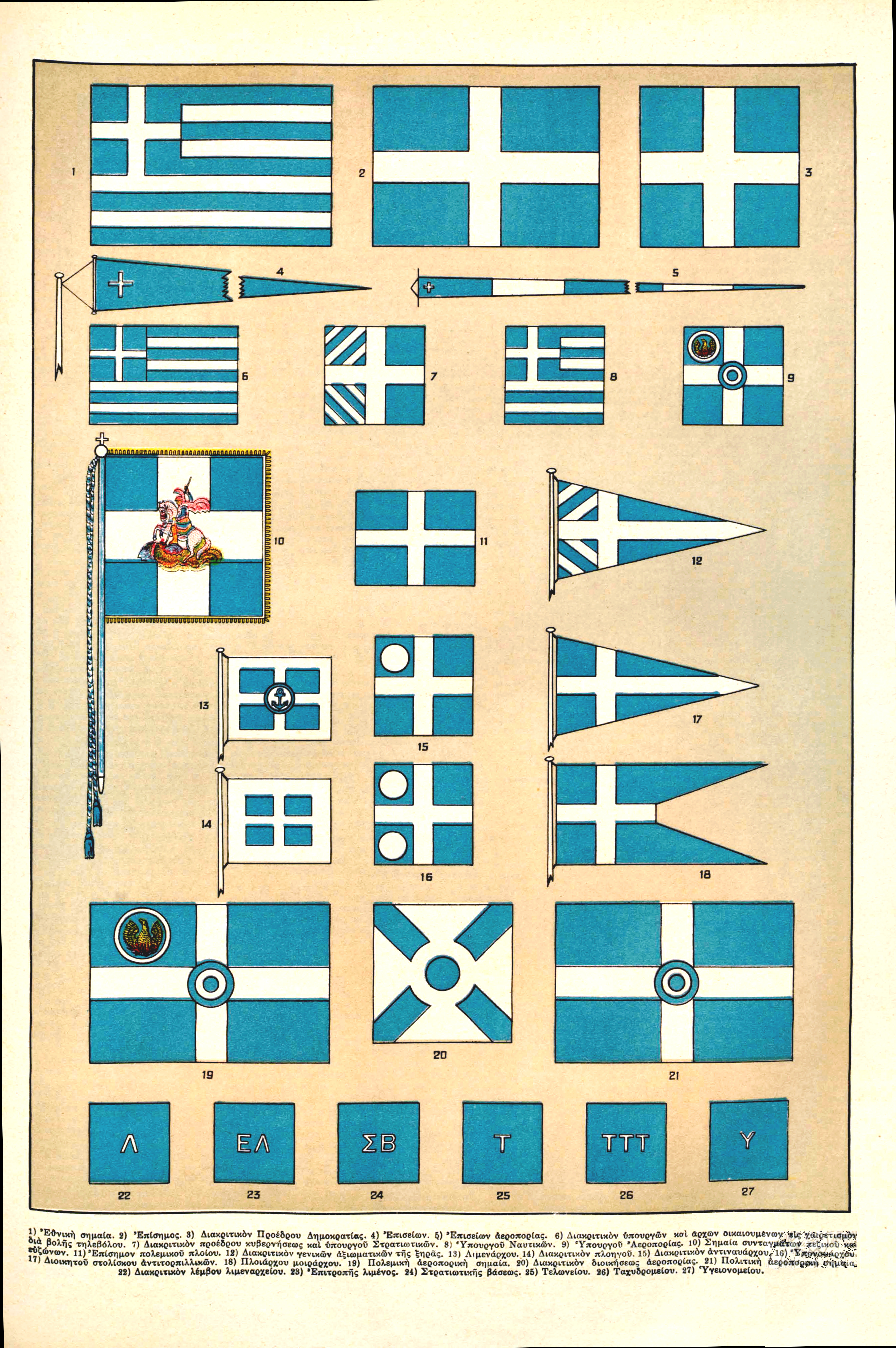
Адміністративні прапори Греції (1934р.)

25 березня 1924 року, після створення Другої Грецької Республіки, корони були зняті з усіх прапорів.  20 лютого 1930 року пропорції державного прапора були встановлені у співвідношенні 2:3, при цьому межі хреста складали «одну п’яту ширини прапора». Сухопутний варіант національного прапора мав використовуватись міністерствами, посольствами та взагалі всіма цивільними та військовими службами, тоді як морський прапор мав використовуватися військово-морськими та торговими суднами, консульствами та приватними особами. 10 жовтня 1935 року Георгіос Конділіс оголосив про відновлення монархії. Указом від 7 листопада 1935 року було відновлено дію указу від 31 травня 1914 року.  Таким чином, корону було відновлено на різних прапорах. У 1969 році морський прапор був встановлений як єдиний національний прапор із використанням дуже темного синього відтінку, а 18 серпня 1970 року співвідношення прапорів було змінено на 7:12.  До офіційного скасування монархії 1 червня 1973 року на прапорах, що майоріли в міністерствах, посольствах і громадських будівлях, була корона в центрі хреста.
Після відновлення демократії Закон 48/1975 і Президентський указ 515/1975, який набув чинності 7 червня 1975 року, змінили ситуацію і призначили колишній «сухопутний прапор» єдиним прапором Греції, який можна було використовувати навіть на морі. Ситуація знову змінилася в 1978 році, коли морський прапор знову став єдиним прапором Греції.

## Прапор (1828—1978)
Початково на державному прапорі незалежної Грецької держави був зображений білий хрест на синьому фоні. Попередня форма прапора досі використовується Збройними силами Греції. До того, як прапор став сучасним політичним символом, він багато десятиліть використовувався та продовжує використовуватися військово-морським флотом Греції.

Прапор Греції у період 1828—1978

## Конструкція прапора
|                     |
| Конструкція прапора |